# Гриффит, Агнес
Агнес Джералдин Гриффит (англ. Agnes Geraldine Griffith, 6 марта 1969, Вудлендс, Приход Сент-Джордж — 25 февраля 2015, Бристол, Пенсильвания) — гренадская легкоатлетка, выступавшая в беге на короткие и средние дистанции. Участница летних Олимпийских игр 1988 года.

## Биография
Агнес Гриффит родилась 6 марта 1969 года в населённом пункте Вудлендс в округе Сент-Джордж.
В 1988 году вошла в состав сборной Гренады на летних Олимпийских играх в Сеуле. В беге на 200 метров в четвертьфинале заняла предпоследнее, 7-е место, показав результат 24,79 секунды и уступив 1,2 секунды попавшей в полуфинал с 4-го места Рите Анготци из Италии. В беге на 400 метров в четвертьфинале заняла последнее, 7-е место, показав результат 57,09 секунды и уступив 3,79 секунды попавшей в полуфинал с 5-го места Натали Симон из Франции.
Умерла 25 февраля 2015 года в американском боро Бристол в штате Пенсильвания.

## Личные рекорды
- Бег на 200 метров — 24,79 (1988)[3]
- Бег на 400 метров — 56,2 (1989)[3]